# Santuario della Madonna della Carità
Il santuario della Madonna della Carità è un luogo di culto cattolico situato a Seggiano, in provincia di Grosseto.

## Storia e descrizione
L'edificio venne costruito tra il 1588 e il 1603 da maestranze provenienti da Lugano, in seguito a un voto fatto per la cessazione di un periodo di carestia, sotto il patrocinio del vescovo di Pienza, Francesco Maria Piccolomini, e della famiglia Ugurgieri, i cui stemmi campeggiano sulla facciata della chiesa con quello del popolo di Seggiano.
Si presenta su due ordini, in basso dorico, nella parte superiore segnata da un architrave con metope e triglifi. L'interno è a tre navate divise da archi con un'alta cupola in mattoni impostata sul tamburo quadrato all'incrocio del transetto.

## Altre immagini

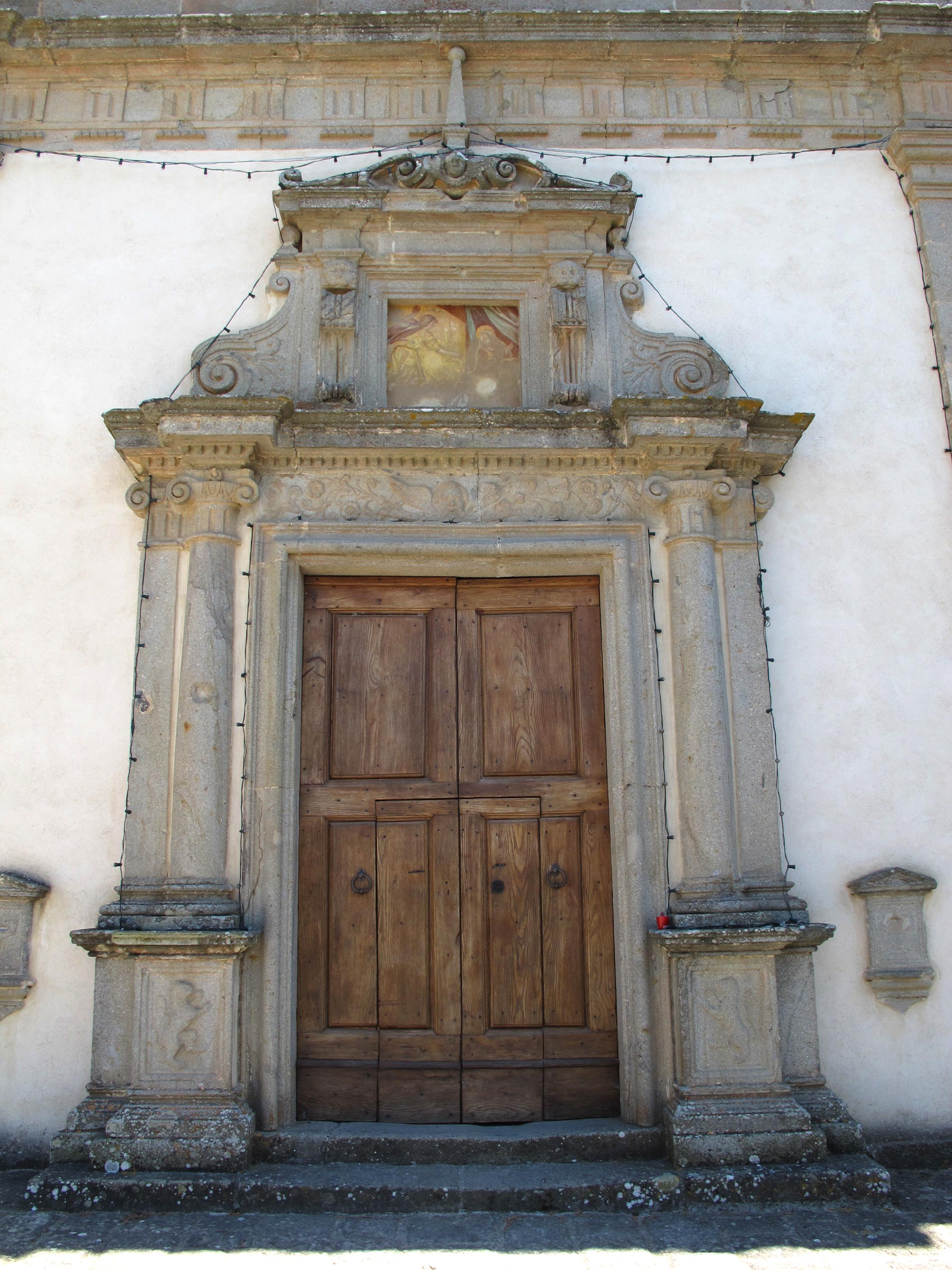
Portale
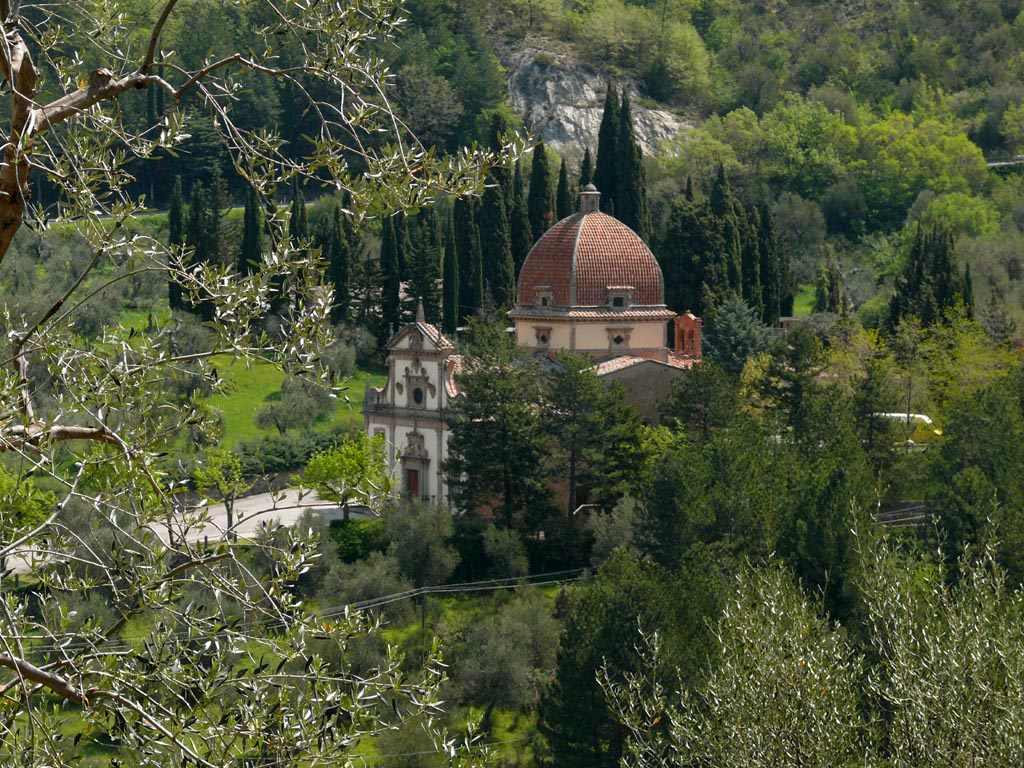
Vista panoramica